# Ośrodek Zapasowy Kawalerii Zmotoryzowanej
Ośrodek Zapasowy Kawalerii Zmotoryzowanej (OZ Kaw. Zmot.), Ośrodek Zapasowy10 Brygady Kawalerii (OZ 10 BK) – oddział kawalerii Wojska Polskiego.
Ośrodek Zapasowy Kawalerii Zmotoryzowanej w Łańcucie nie istniał w organizacji pokojowej Wojska Polskiego. Był jednostką mobilizowaną zgodnie z planem mobilizacyjnym „W”, w I rzucie mobilizacji powszechnej do 6 dnia jej trwania, przez 10 pułk strzelców konnych. Ośrodek miał być formowany według organizacji wojennej L.3697/mob.org., ukompletowany zgodnie z zestawieniem specjalności L.3697/mob.AR oraz uzbrojony i wyposażony zgodnie z wojennymi należnościami materiałowymi L.3697/org.mat..

## Formowanie i przekształcenia organizacyjne
Mobilizację Ośrodka Zapasowego Kawalerii Zmotoryzowanej rozpoczęto z chwilą ogłoszenia mobilizacji powszechnej 31 sierpnia 1939 w koszarach 10 psk w Łańcucie. W skład ośrodka weszły Oddziały Zbierania Nadwyżek 10 pułku strzelców konnych i 24 pułku ułanów. Zmobilizowane w swoich macierzystych garnizonach po wyjeździe pułków 10 Brygady Kawalerii w rejon operacyjny Armii „Kraków”. Ośrodek miał za zadanie uzupełniać składy osobowe 24 puł., 10 psk, dywizjonu rozpoznawczego 10 BK, dywizjonu przeciwpancernego 10 BK oraz wszystkich innych pododdziałów kawalerii ze składu 10 BK. Od chwili wejścia w życie mobilizacji powszechnej 31 sierpnia 1939, do siedziby ośrodka w koszarach 10 psk w Łańcucie przybywali mający karty mobilizacyjne oficerowie, podchorążowie, podoficerowie i szeregowcy rezerwy. Dowództwo objął pokojowy I zastępca dowódcy 24 puł. ppłk Jarosław Kaczyński.

## OZ 10 BK w kampanii wrześniowej
Ewakuację ośrodka rozpoczęto w kilku grupach. Pierwsza grupa opuściła Łańcut 6 września, następne 7 i 8 września. Maszerowano pieszo i jechano na pojazdach przez Przeworsk, Oleszyce, Rawę Ruską do okolic Brodów, a następnie do Pieniaków koło Podkamienia. Grupa, która opuściła Łańcut 8 września, została 10 września zbombardowana w Jaworowie, zginęło około 30 żołnierzy oraz kilkanaście kobiet i dzieci z ewakuowanych rodzin żołnierzy. Następnie przez Żółkiew dotarła do Pieniaków. Ośrodek organizacyjnie został scalony w całość, składał się z dowództwa i czterech szwadronów. Część żołnierzy była niewyszkolona. Niewielkie uzupełnienie w sile 2 oficerów, 5 podoficerów i 50 szeregowców zostało wysłane do 10 BK w okolicach Lwowa. 14 września płk Stanisław Maczek zwrócił się do ppłk. Kaczyńskiego o przysłanie większych uzupełnień. Z uwagi na organizację tzw. „Przedmościa Rumuńskiego” OZKZmot. otrzymał rozkaz dyslokacji do Tyśmienicy koło Stanisławowa za Dniepr. Wiadomo, że 17 września wieczorem część ośrodka z dowódcą poprzez Brzeżany, Halicz i Stanisławów dotarła do Tatarowa, a następnie wraz z 10 BK  przekroczyła granicę węgierską. Część ośrodka jednak w nieustalonych okolicznościach dostała się do niewoli sowieckiej. W trakcie obrony Lwowa z części ośrodka zapasowego i grupek oraz pojedynczych żołnierzy 10 BK sformowano szwadron zbiorczy 10 BK w składzie 3 oficerów i 80 szeregowych, który wszedł w skład odwodów Dowództwa Grupy Obrony Lwowa. Szwadron ten jako odwód stacjonował w koszarach 14 pułku ułanów przy ul. Łyczakowskiej. 6 oficerów ze składu OZ Kaw. Zmot. zostało zamordowanych w Katyniu i Charkowie. Ppłk Kaczyński wraz z st. wachm. Władysławem Gdulą z 10 psk przewiózł sztandary 10 psk i 24 p uł. wraz z ośrodkiem na Węgry.    

### Obsada personalna OZ Kaw. Zmot.
Dowództwo i pododdziały:   
- dowódca ośrodka – ppłk Jarosław Michał Kaczyński (24 puł.)
- zastępca dowódcy ośrodka – mjr Emil Słatyński (do 9 IX 1939) (10 psk)
- adiutant ośrodka – por. Bolesław Józef Cwakliński (10 psk) †1940 Charków[9]
- kwatermistrz – rtm. Jerzy Liehr (dppanc.)
- oficer techniczny - kpt. br. panc. Józef Weczera
- oficer materiałowy - rtm. Romuald Kamiński (24 puł.) †1940 Katyń[10]
- oficer ewidencyjny - rtm. Roman Janas (24 puł.) †1940 Charków[11]
- oficer żywnościowy - por. Zbigniew Marian Kuliczkowski (10 psk)
- oficer gospodarczy (płatnik) - kpt. int. Jan Stanisław Bzowski (dppanc.)
- dowódca szwadronu gospodarczo-ćwiczebnego – rtm. Janusz Władysław Dąbrowski (dppanc.)[a]
  - dowódca plutonu ćwiczebnego – rtm. Mikołaj Maciejowicz (10 psk) †1940 ULK
  - dowódca plutonu technicznego – kpt. br. panc. Józef Weczera
- dowódca szwadronu specjalnego – rtm. Józef Adam Karcz (10 psk) †1940 Katyń[13]
  - dowódca plutonu ppanc. – por. Zbigniew Józef Kopczyński (dppanc.)
  - dowódca plutonu łączności – por. Kazimierz Nelczarski (24 puł.) †1940 Katyń[14]
- dowódca 1 szwadronu liniowego 24 puł. – rtm. Benedykt Suchodolski (24 puł.)
  - dowódca plutonu – por. Witold Władysław Ostapowicz (24 puł.) †1940 Charków[15]
- dowódca 2 szwadronu liniowego 10 psk – rtm. Julian Musielak (10 psk)
  - dowódca plutonu – por. rez. Tadeusz Rakowski[16] (10 psk)
- dowódca szwadronu ckm – rtm. Stanisław Trachimowicz (24 puł.)